# Leichtathletik-Juniorenweltmeisterschaften 1994
Die 5. Leichtathletik-Juniorenweltmeisterschaften fanden vom 19. bis 24. Juli in Lissabon in Portugal statt.

## Männer

### 100 m
| Platz | Athlet              | Land | Zeit (s)  |
| ----- | ------------------- | ---- | --------- |
| 1     | Deji Aliu           | NGR  | 10,21     |
| 2     | Jason Gardener      | GBR  | 10,25     |
| 3     | Deworski Odom       | USA  | 10,26 WYB |
| 4     | Obadele Thompson    | BAR  | 10,29     |
| 5     | Carlton Chambers    | CAN  | 10,30     |
| 6     | Ibrahim Méité       | CIV  | 10,34     |
| 7     | Eric Frempong-Manso | CAN  | 10,37     |
| 8     | Julian Golding      | GBR  | 10,46     |

### 200 m
| Platz | Athlet              | Land | Zeit (s) |
| ----- | ------------------- | ---- | -------- |
| 1     | Tony Wheeler        | USA  | 20,62    |
| 2     | Deji Aliu           | NGR  | 20,88    |
| 3     | Ian Mackie          | GBR  | 20,95    |
| 4     | Eric Frempong-Manso | CAN  | 21,01    |
| 5     | Mark Keddell        | NZL  | 21,02    |
| 6     | Han Chaoming        | CHN  | 21,08    |
| 7     | Ibrahim Méité       | CIV  | 21,24    |
| 8     | Bryan Howard        | USA  | 21,25    |

### 400 m
| Platz | Athlet           | Land | Zeit (s) |
| ----- | ---------------- | ---- | -------- |
| 1     | Michael McDonald | JAM  | 45,83    |
| 2     | Ramon Clay       | USA  | 46,13    |
| 3     | Shaun Farrell    | NZL  | 46,31    |
| 4     | Mark Hylton      | GBR  | 46,37    |
| 5     | Desmond Johnson  | USA  | 46,38    |
| 6     | Riaan Dempers    | RSA  | 47,31    |
| 7     | Rohan McDonald   | JAM  | 47,62    |
| 8     | Kunle Adejuyigbe | NGR  | 48,05    |

### 800 m
| Platz | Athlet                | Land | Zeit (min) |
| ----- | --------------------- | ---- | ---------- |
| 1     | Paul Byrne            | AUS  | 1:47,42    |
| 2     | Japheth Kimutai       | KEN  | 1:48,22    |
| 3     | Alain Miranda         | CUB  | 1:48,24    |
| 4     | Julius Achon          | UGA  | 1:48,85    |
| 5     | Peter Biwott          | KEN  | 1:49,09    |
| 6     | Bekele Banbere        | ETH  | 1:49,63    |
| 7     | David Krummenacker    | USA  | 1:49,80    |
| 8     | Abdul Rahman Abdullah | QAT  | 1:55,67    |

### 1500 m
| Platz | Athlet           | Land | Zeit (min) |
| ----- | ---------------- | ---- | ---------- |
| 1     | Julius Achon     | UGA  | 3:39,78    |
| 2     | André Bucher     | SUI  | 3:40,46    |
| 3     | Philip Mosima    | KEN  | 3:41,09    |
| 4     | Reyes Estévez    | ESP  | 3:42,98    |
| 5     | Mike Power       | AUS  | 3:43,86    |
| 6     | Paul Cleary      | AUS  | 3:44,64    |
| 7     | Alexandru Vasile | ROU  | 3:44,78    |
| 8     | Bruno Witchalls  | GBR  | 3:45,11    |

### 5000 m
| Platz | Athlet                | Land | Zeit (min) |
| ----- | --------------------- | ---- | ---------- |
| 1     | Daniel Komen          | KEN  | 13:45,37   |
| 2     | Habte Jifar           | ETH  | 13:49,70   |
| 3     | Giuliano Battocletti  | ITA  | 13:51,16   |
| 4     | Pablo Olmedo          | MEX  | 13:55,19   |
| 5     | Kenji Takao           | JPN  | 12:02,55   |
| 6     | Samir Moussaoui       | ALG  | 14:03,75   |
| 7     | Benoît Zwierzchiewski | FRA  | 14:04,34   |
| 8     | Walerij Kuzman        | RUS  | 14:04,50   |

### 10.000 m
| Platz | Athlet            | Land | Zeit (min) |
| ----- | ----------------- | ---- | ---------- |
| 1     | Daniel Komen      | KEN  | 28:29,74   |
| 2     | Kenji Takao       | JPN  | 28:55,24   |
| 3     | Michitane Noda    | JPN  | 29:00,55   |
| 4     | Habte Jifar       | ETH  | 29:04,57   |
| 5     | Tekalegne Shewaye | ETH  | 29:06,03   |
| 6     | Ko Jung-won       | KOR  | 29:17,23   |
| 7     | Simone Zanon      | ITA  | 29:21,00   |
| 8     | Iván Pérez        | ESP  | 29:36,15   |

### 20 km Straßenlauf
| Platz | Athlet                      | Land | Zeit (min) |
| ----- | --------------------------- | ---- | ---------- |
| 1     | Clodoaldo Silva             | BRA  | 63:21      |
| 2     | Carlos Garcia               | ESP  | 63:38      |
| 3     | Antonello Landi             | ITA  | 63:40      |
| 4     | Isidoro Martínez            | MEX  | 64:05      |
| 5     | José María Prieto           | ESP  | 64:11      |
| 6     | Chryssovalantis Athanassiou | GRE  | 64:18      |
| 7     | Zsolt Bácskai               | HUN  | 64:24      |
| 8     | Mohamed al-Oqadi            | KSA  | 64:25      |

### 10 km Gehen
| Platz | Athlet                 | Land | Zeit (min) |
| ----- | ---------------------- | ---- | ---------- |
| 1     | Jorge Segura           | MEX  | 40:26,93   |
| 2     | Jewgenij Schmaljuk     | RUS  | 40:32,72   |
| 3     | Artur Meljaschkewitsch | BLR  | 40:35,52   |
| 4     | Sebastiano Catania     | ITA  | 40:58,46   |
| 5     | Daisuke Ikeshima       | JPN  | 41:01,97   |
| 6     | Alejandro López        | MEX  | 41:28,14   |
| 7     | Oleg Ischutkin         | RUS  | 41:46,30   |
| 8     | Dion Russell           | AUS  | 41:50,70   |

### 110 m Hürden
| Platz | Athlet            | Land | Zeit (s) |
| ----- | ----------------- | ---- | -------- |
| 1     | Frank Busemann    | GER  | 13,47    |
| 2     | Dudley Dorival    | USA  | 13,65    |
| 3     | Darius Pemberton  | USA  | 13,93    |
| 4     | Sven Pieters      | BEL  | 14,00    |
| 5     | Anier García      | CUB  | 14,05    |
| 6     | Andrej Kislych    | RUS  | 14,21    |
| 7     | Filip Bickel      | GER  | 14,23    |
| 8     | Andrej Winnitskij | UKR  | 14,31    |

### 400 m Hürden
| Platz | Athlet                 | Land | Zeit (s) |
| ----- | ---------------------- | ---- | -------- |
| 1     | Hennadij Horbenko      | UKR  | 50,56    |
| 2     | Miklós Róth            | HUN  | 50,85    |
| 3     | Noel Levy              | GBR  | 50,94    |
| 4     | Robert Jarabek         | SVK  | 50,95    |
| 5     | Mohamed Hamed al-Bishi | KSA  | 51,70    |
| 6     | Kevin James            | JAM  | 51,90    |
| 7     | Andrei Schtscheglow    | RUS  | 51,99    |
| 8     | Jaco Jonker            | RSA  | 53,65    |

### 3000 m Hindernis
| Platz | Athlet             | Land | Zeit (min) |
| ----- | ------------------ | ---- | ---------- |
| 1     | Paul Chemase       | KEN  | 8:31,51    |
| 2     | Julius Chelule     | KEN  | 8:33,64    |
| 3     | Irba Lakhal        | MAR  | 8:34,42    |
| 4     | Luciano Di Pardo   | ITA  | 8:38,11    |
| 5     | Lemma Alemayehu    | ETH  | 8:38,66    |
| 6     | José Luis Blanco   | ESP  | 8:39,85    |
| 7     | Christian Knoblich | GER  | 8:39,99    |
| 8     | César Pérez        | ESP  | 8:52,45    |

### 4 × 100 m Staffel
| Platz | Land                   | Athleten                                                                 | Zeit (s) |
| ----- | ---------------------- | ------------------------------------------------------------------------ | -------- |
| 1     | Vereinigtes Königreich | Jason Gardener Julian Golding Ian Mackie Trevor Cameron                  | 39,60    |
| 2     | Vereinigte Staaten     | Deworski Odom Tony Wheeler Pat Johnson Toya Jones                        | 39,76    |
| 3     | Kanada                 | Carlton Chambers Dave Tomlin Chris Robinson Eric Frempong-Manso          | 39,90    |
| 4     | Japan                  | Atsuo Narita Masato Ebiwasa Yoshihiro Arima Tadashi Imori                | 40,03    |
| 5     | Frankreich             | Joann Baetz David Patros Loic Rubio Sébastien Jamain                     | 40,38    |
| 6     | Deutschland            | Uwe Eisenbeis Marc-Oliver Schmidtchen Ulysses Hammelstein Frank Busemann | 40,45    |
| 7     | Jamaika                | Christopher Brooks Elston Cawley Christopher Butler Bernard Burrell      | 40,72    |
| 8     | Norwegen               | Bård Venholen Helge Farbrot Erlend Saeterstol John Ertzgaard             | 41,79    |

### 4 × 400 m Staffel
| Platz | Land                   | Athleten                                                            | Zeit (min) |
| ----- | ---------------------- | ------------------------------------------------------------------- | ---------- |
| 1     | Vereinigte Staaten     | Desmond Johnson Tony Wheeler Milton Campbell Ramon Clay             | 3:03,32    |
| 2     | Jamaika                | Rohan McDonald Davian Clarke Mario Watts Michael McDonald           | 3:04,12    |
| 3     | Vereinigtes Königreich | Guy Bullock Nick Budden Noel Levy Mark Hylton                       | 3:06,59    |
| 4     | Neuseeland             | Zion Armstrong Mark Keddell Chris Donaldson Shaun Farrell           | 3:07,25    |
| 5     | Japan                  | Mitsumasa Hattori Hidehiko Tsukada Kentaro Okumura Shoji Taga       | 3:08,06    |
| 6     | Deutschland            | Marco Krause Ulrich Schnorrenberger Jörg Regenärmel Marco Seidler   | 3:08,77    |
| 7     | Nigeria                | Kunle Adejuyigbe Sylvester Omodiale Wilson Ogbeide Francis Obikwelu | 3:09,68    |
| 8     | Kuba                   | Georkis Vera Yosvany González Pavel Benet Alain Miranda             | 3:10,30    |

### Hochsprung
| Platz | Athlet             | Land | Höhe (m) |
| ----- | ------------------ | ---- | -------- |
| 1     | Jagan Hames        | AUS  | 2,23     |
| 2     | Antoine Burke      | IRL  | 2,20     |
| 3     | Mika Polku         | FIN  | 2,20     |
| 4     | Attila Zsivoczky   | HUN  | 2,20     |
| 5     | Roland Stark       | GER  | 2,15     |
| 6     | Oskari Frösén      | FIN  | 2,15     |
| 7     | Shunichi Kobayashi | JPN  | 2,10     |
| 7     | Stefan Holm        | SWE  | 2,10     |

### Stabhochsprung
| Platz | Athlet              | Land | Höhe (m) |
| ----- | ------------------- | ---- | -------- |
| 1     | Wiktor Tschistjakow | RUS  | 5,60     |
| 2     | Dmitri Markov       | BLR  | 5,50     |
| 3     | Taoufik Lachheb     | FRA  | 5,30     |
| 4     | Przemyslaw Gurin    | POL  | 5,30     |
| 5     | Eric Boxley         | USA  | 5,30     |
| 6     | Tine Lorenci        | SVN  | 5,20     |
| 7     | Adam Kolasa         | POL  | 5,10     |
| 8     | Jurij Rovan         | SVN  | 5,10     |

### Weitsprung
| Platz | Athlet           | Land | Weite (m) |
| ----- | ---------------- | ---- | --------- |
| 1     | Gregor Cankar    | SLO  | 8,04      |
| 2     | Bogdan Țăruș     | ROU  | 8,01      |
| 3     | Shigeru Tagawa   | JPN  | 7,85      |
| 4     | Andrew Channer   | CAN  | 7,79      |
| 5     | Darius Pemberton | USA  | 7,77      |
| 6     | Olivier Borderan | FRA  | 7,74      |
| 7     | Andrej Benda     | SVK  | 7,72      |
| 8     | Carlos Calado    | POR  | 7,56      |

### Dreisprung
| Platz | Athlet               | Land | Weite (m) |
| ----- | -------------------- | ---- | --------- |
| 1     | Onochie Achike       | GBR  | 16,67     |
| 2     | Leonard Cobb         | USA  | 16,65     |
| 3     | Ronald Servius       | FRA  | 16,55     |
| 4     | Sergei Izmajlow      | UKR  | 16,42     |
| 5     | César Ríos           | CUB  | 16,24     |
| 6     | Carlos Calado        | POR  | 16,14     |
| 7     | Wjatscheslaw Taranow | RUS  | 16,05     |
| 8     | Jason Wight          | AUS  | 15,96     |

### Kugelstoßen
| Platz | Athlet             | Land | Weite (m) |
| ----- | ------------------ | ---- | --------- |
| 1     | Adam Nelson        | USA  | 18,34     |
| 2     | Andreas Gustafsson | SWE  | 17,95     |
| 3     | Ville Tiisanoja    | FIN  | 17,90     |
| 4     | Leif Larsen        | NOR  | 17,75     |
| 5     | Pavol Pankúch      | SVK  | 17,16     |
| 6     | Conny Karlsson     | FIN  | 17,08     |
| 7     | Gunnar Pfingsten   | GER  | 16,95     |
| 8     | Christian Nehme    | GER  | 16,63     |

### Diskuswurf
| Platz | Athlet           | Land | Weite (m) |
| ----- | ---------------- | ---- | --------- |
| 1     | Frantz Kruger    | RSA  | 58,22     |
| 2     | Lulio Pinero     | ARG  | 57,80     |
| 3     | Timo Sinervo     | FIN  | 56,76     |
| 4     | Andrzej Krawczyk | POL  | 55,68     |
| 5     | Li Shaojie       | CHN  | 55,58     |
| 6     | Róbert Fazekas   | HUN  | 53,24     |
| 7     | Doug Reynolds    | USA  | 53,04     |
| 8     | Jason Tunks      | CAN  | 52,44     |

### Hammerwurf
| Platz | Athlet              | Land | Weite (m) |
| ----- | ------------------- | ---- | --------- |
| 1     | Szymon Ziółkowski   | POL  | 70,44     |
| 2     | Ihor Tuhaj          | UKR  | 70,08     |
| 3     | Sergei Wasiljew     | RUS  | 66,14     |
| 4     | Tapio Kolunsarka    | FIN  | 65,08     |
| 5     | Wadsim Dsewjatouski | RUS  | 64,70     |
| 6     | Norbert Horváth     | HUN  | 63,60     |
| 7     | Yosmel Montes       | CUB  | 62,78     |
| 8     | Steve Harnapp       | GER  | 62,22     |

Ursprünglich lag Wladyslaw Piskunow aus der Ukraine mit einer Weite von 71,66 m auf dem 1. Platz. Später wurde er wegen Dopings disqualifiziert.

### Speerwurf
| Platz | Athlet            | Land | Weite (m) |
| ----- | ----------------- | ---- | --------- |
| 1     | Marius Corbett    | RSA  | 77,98     |
| 2     | Matti Närhi       | FIN  | 74,92     |
| 3     | Isbel Luaces      | CUB  | 72,82     |
| 4     | Sergey Voynov     | UZB  | 72,74     |
| 5     | Christian Nicolay | GER  | 72,48     |
| 6     | Pietari Skyttä    | FIN  | 72,06     |
| 7     | Toru Ue           | JPN  | 69,48     |
| 8     | Kiyoshi Ishiba    | JPN  | 68,56     |

### Zehnkampf
| Platz | Athlet                  | Land | Punkte |
| ----- | ----------------------- | ---- | ------ |
| 1     | Benjamin Jensen         | NOR  | 7676   |
| 2     | Klaus Isekenmeier       | GER  | 7298   |
| 3     | Glenn Lindqvist         | FIN  | 7288   |
| 4     | Alf-Gerrit Christiansen | GER  | 7228   |
| 5     | Thomas Tebbich          | AUT  | 7125   |
| 6     | Gines Hidalgo           | ESP  | 7097   |
| 7     | Arnaud Humbey           | FRA  | 7008   |
| 8     | Tage Peterson           | USA  | 6973   |

## Frauen

### 100 m
| Platz | Athletin           | Land | Zeit (s) |
| ----- | ------------------ | ---- | -------- |
| 1     | Sabrina Kelly      | USA  | 11,36    |
| 2     | Aspen Burkett      | USA  | 11,40    |
| 3     | Philomena Mensah   | GHA  | 11,43    |
| 4     | Ekaterini Thanou   | GRE  | 11,46    |
| 5     | Debbie Ferguson    | BAH  | 11,48    |
| 6     | Kerry-Ann Richards | JAM  | 11,56    |
| 7     | Frédérique Bangué  | FRA  | 11,57    |
| 8     | Dainelky Pérez     | CUB  | 11,58    |

### 200 m
| Platz | Athletin          | Land | Zeit (s) |
| ----- | ----------------- | ---- | -------- |
| 1     | Heide Seyerling   | RSA  | 22,80    |
| 2     | LaKeisha Backus   | USA  | 22,86    |
| 3     | Tatjana Tkalitsch | UKR  | 23,35    |
| 4     | Debbie Ferguson   | BAH  | 23,59    |
| 5     | Sylviane Félix    | FRA  | 23,61    |
| 6     | Fabé Dia          | FRA  | 23,67    |
| 7     | Huang Mei         | CHN  | 24,11    |
|       | Astia Walker      | JAM  | DSQ      |

### 400 m
| Platz | Athletin          | Land | Zeit (s) |
| ----- | ----------------- | ---- | -------- |
| 1     | Olabisi Afolabi   | NGR  | 51,97    |
| 2     | Monique Hennagan  | USA  | 52,25    |
| 3     | Hana Benešová     | TCH  | 52,60    |
| 4     | Li Yajun          | CHN  | 52,62    |
| 5     | Tracey Barnes     | JAM  | 53,46    |
| 6     | Tamsyn Lewis      | AUS  | 53,51    |
| 7     | Cicely Scott      | USA  | 53,57    |
|       | Claudine Williams | JAM  | DNF      |

### 800 m
| Platz | Athletin               | Land | Zeit (min) |
| ----- | ---------------------- | ---- | ---------- |
| 1     | Miaoara Cosulianu      | ROU  | 2:04,95    |
| 2     | Jackline Maranga       | KEN  | 2:05,05    |
| 3     | Kutre Dulecha          | ETH  | 2:05,17    |
| 4     | Grazyna Penc           | POL  | 2:05,66    |
| 5     | Ljudmila Woronitschewa | RUS  | 2:06,66    |
| 6     | Kumiko Okamoto         | JPN  | 2:07,09    |
| 7     | Eleonora Berlanda      | ITA  | 2:07,26    |
| 8     | Szilvia Csoszánszky    | HUN  | 2:10,75    |

### 1500 m
| Platz | Athletin        | Land | Zeit (min) |
| ----- | --------------- | ---- | ---------- |
| 1     | Anita Weyermann | SUI  | 4:13,97    |
| 2     | Marta Domínguez | ESP  | 4:14,59    |
| 3     | Atsumi Yashima  | JPN  | 4:15,84    |
| 4     | Rose Cheruiyot  | KEN  | 4:17,12    |
| 5     | Kutre Dulecha   | ETH  | 4:17,39    |
| 6     | Iryna Nedelenko | UKR  | 4:18,47    |
| 7     | Lidia Chojecka  | POL  | 4:18,70    |
| 8     | Heather DeGeest | CAN  | 4:19,07    |

### 3000 m
| Platz | Athletin          | Land | Zeit (min) |
| ----- | ----------------- | ---- | ---------- |
| 1     | Gabriela Szabo    | ROU  | 8:47,40    |
| 2     | Susie Power       | AUS  | 8:56,93    |
| 3     | Sally Barsosio    | KEN  | 8:59,34    |
| 4     | Annemari Sandell  | FIN  | 9:04,10    |
| 5     | Pamela Chepchumba | KEN  | 9:13,33    |
| 6     | Chiemi Takahashi  | JPN  | 9:14,22    |
| 7     | Lu Jing           | CHN  | 9:15,98    |
| 8     | Miwa Sugawara     | JPN  | 9:16,57    |

### 10.000 m
| Platz | Athletin         | Land | Zeit (min) |
| ----- | ---------------- | ---- | ---------- |
| 1     | Yoko Yamazaki    | JPN  | 32:34,11   |
| 2     | Jackline Okemwa  | KEN  | 33:19,51   |
| 3     | Jebiwott Keitany | KEN  | 33:35,98   |
| 4     | Maria Sangeorzan | ROU  | 33:49,19   |
| 5     | Birhan Dagne     | ETH  | 34:13,58   |
| 6     | Lu Jing          | CHN  | 34:33,87   |
| 7     | Érika Olivera    | CHI  | 34:36,96   |
| 8     | Rodica Chirita   | ROU  | 34:31,87   |

### 5 km Gehen
| Platz | Athletin          | Land | Zeit (min) |
| ----- | ----------------- | ---- | ---------- |
| 1     | Irina Stankina    | RUS  | 21:05,41   |
| 2     | Susana Feitor     | POR  | 21:12,87   |
| 3     | Natalja Trofimowa | RUS  | 21:24,71   |
| 4     | María Vasco       | ESP  | 21:41,47   |
| 5     | Song Lijuan       | CHN  | 22:03,69   |
| 6     | Yuka Kamioka      | JPN  | 22:06,47   |
| 7     | Eva Pérez         | ESP  | 22:23,31   |
| 8     | Liu Hongyu        | CHN  | 22:23,69   |

### 100 m Hürden
| Platz | Athletin         | Land | Zeit (s) |
| ----- | ---------------- | ---- | -------- |
| 1     | Kirsten Bolm     | GER  | 13,26    |
| 2     | LaTasha Colander | USA  | 13,30    |
| 3     | Diane Allahgreen | GBR  | 13,31    |
| 4     | Chen Zhenhong    | CHN  | 13,59    |
| 5     | Ingvild Larsen   | NOR  | 13,66    |
| 6     | Carmen Banks     | USA  | 13,72    |
| 7     | Nikola Špinová   | CZE  | 13,74    |
|       | Astia Walker     | JAM  | DNF      |

### 400 m Hürden
| Platz | Athletin          | Land | Zeit (s) |
| ----- | ----------------- | ---- | -------- |
| 1     | Ionela Târlea     | ROU  | 56,25    |
| 2     | Virna De Angeli   | ITA  | 56,93    |
| 3     | Emma Holmqvist    | SWE  | 57,23    |
| 4     | Zhu Wei           | CHN  | 58,10    |
| 5     | Rebecca Campbell  | AUS  | 58,60    |
| 6     | Kelly de Oliveira | BRA  | 59,15    |
| 7     | Claudia Salvarani | ITA  | 59,39    |
| 8     | Ikiko Yamagata    | JPN  | 59,39    |

### 4 × 100 m Staffel
| Platz | Land                   | Athletinnen                                                     | Zeit (s) |
| ----- | ---------------------- | --------------------------------------------------------------- | -------- |
| 1     | Jamaika                | Tulia Robinson Beverley Langley Kerry-Ann Richards Astia Walker | 44,01    |
| 2     | Deutschland            | Sandra Roos Gabriele Becker Sandra Görigk Esther Möller         | 44,78    |
| 3     | Vereinigtes Königreich | Diane Allahgreen Susan Williams Sinead Dudgeon Rebecca Drummond | 45,08    |
| 4     | Bulgarien              | Tonja Wassilewa Nora Iwanowa Wera Georgiewa Magdalena Christowa | 45,22    |
| 5     | Italien                | Roberta Bettio Monica Giolli Valentina Cuccia Ilaria Sieni      | 45,48    |
| 6     | Neuseeland             | Kelly Miller Janette Wise Caro Hunt Jane Arnott                 | 45,57    |
|       | Südafrika              | Tamaryn Sawyer Esmari Le Roux Nadine Fensham Heide Seyerling    | DSQ      |
|       | Spanien                | Silvia Rodríguez María José Ruiperez Monica Marin Eva Cacho     | DNF      |

### 4 × 400 m Staffel
| Platz | Land                   | Athletinnen                                                             | Zeit (min) |
| ----- | ---------------------- | ----------------------------------------------------------------------- | ---------- |
| 1     | Vereinigte Staaten     | Cicely Scott Monique Hennagan Michelle Brown Jowanna McMullen           | 3:32,08    |
| 2     | Rumänien               | Marinella Mircea Lavinia Miroiu Andrea Burlacu Ionela Târlea            | 3:36,59    |
| 3     | Deutschland            | Susanne Merkel Claudia Angerhausen Ivonne Teichmann Ulrike Urbansky     | 3:36,65    |
| 4     | Russland               | Olga Kotljarowa Walentina Golowko Ljudmila Woronitschewa Larisa Bolenok | 3:37,41    |
| 5     | Finnland               | Sari Kärkäs Riikka Niemelä Kirsi Kemppainen Heidi Suomi                 | 3:37,55    |
| 6     | Südafrika              | Yolande Venter Marie-Louise Henning Adri van der Merwe Ronelle Ullrich  | 3:37,93    |
| 7     | Kuba                   | Yudalis Díaz Mairelín Fuentes Lidurka Torres Daimí Pernía               | 3:37,95    |
| 8     | Vereinigtes Königreich | Katherine Eustace Joanne Sloane Allison Curbishley Louretta Thorne      | 3:39,80    |

### Hochsprung
| Platz | Athletin                | Land | Höhe (m) |
| ----- | ----------------------- | ---- | -------- |
| 1     | Olga Kaliturina         | RUS  | 1,88     |
| 2     | Kajsa Bergqvist         | SWE  | 1,88     |
| 3     | Lenka Riháková          | SVK  | 1,88     |
| 3     | Amy Acuff               | USA  | 1,88     |
| 5     | Helen Sanzenbacher      | GER  | 1,85     |
| 6     | Wita Stjopina           | UKR  | 1,85     |
| 7     | Emelie Färdigh          | SWE  | 1,80     |
| 7     | Amewu Mensah            | GER  | 1,80     |
| 7     | Dóra Győrffy            | HUN  | 1,80     |
| 7     | Jekaterina Aleksandrowa | RUS  | 1,80     |

### Weitsprung
| Platz | Athletin            | Land | Weite (m) |
| ----- | ------------------- | ---- | --------- |
| 1     | Jelena Lysak        | RUS  | 6,72      |
| 2     | Heli Koivula        | FIN  | 6,64      |
| 3     | Ingvild Larsen      | NOR  | 6,39      |
| 4     | Magdalena Christova | BUL  | 6,39      |
| 5     | Kirsten Bolm        | GER  | 6,33      |
| 6     | Franziska Hofmann   | SUI  | 6,32      |
| 7     | Angela Henry        | USA  | 6,27      |
| 8     | Lacena Golding      | JAM  | 6,27      |

### Dreisprung
| Platz | Athletin         | Land | Weite (m) |
| ----- | ---------------- | ---- | --------- |
| 1     | Jelena Lysak     | RUS  | 14,43     |
| 2     | Ren Ruiping      | CHN  | 14,36     |
| 3     | Tatjana Lebedewa | RUS  | 13,62     |
| 4     | Suzette Lee      | JAM  | 13,41     |
| 5     | Olga Cepero      | CUB  | 13,32     |
| 6     | Cosmina Boaja    | ROU  | 13,12     |
| 7     | Aneta Sadach     | POL  | 13,01     |
| 8     | Daniela Bologa   | ROU  | 12,88     |

### Kugelstoßen
| Platz | Athletin        | Land | Weite (m) |
| ----- | --------------- | ---- | --------- |
| 1     | Chen Xiaoyan    | CHN  | 18,76     |
| 2     | Yumileidi Cumbá | CUB  | 18,09     |
| 3     | Claudia Mues    | GER  | 17,07     |
| 4     | Corrie de Bruin | NED  | 16,79     |
| 5     | Shang Xiaoli    | CHN  | 16,74     |
| 6     | Nadine Kleinert | GER  | 16,70     |
| 7     | Alina Pupo      | CUB  | 16,15     |
| 8     | Anna Rauhala    | FIN  | 15,71     |

### Diskuswurf
| Platz | Athletin        | Land | Weite (m) |
| ----- | --------------- | ---- | --------- |
| 1     | Corrie de Bruin | NED  | 55,18     |
| 2     | Sabine Sievers  | GER  | 54,86     |
| 3     | Suzy Powell     | USA  | 52,62     |
| 4     | Claudia Mues    | GER  | 52,60     |
| 5     | Wolha Zander    | BLR  | 51,90     |
| 6     | Yu Qingmei      | CHN  | 51,32     |
| 7     | Veerle Blondeel | BEL  | 51,28     |
| 8     | Monique Nacsa   | AUS  | 50,06     |

### Speerwurf
| Platz | Athletin             | Land | Weite (m) |
| ----- | -------------------- | ---- | --------- |
| 1     | Taina Uppa           | FIN  | 59,02     |
| 2     | Maria Caridad Ávarez | CUB  | 58,26     |
| 3     | Réka Kovács          | HUN  | 55,88     |
| 4     | Odaliz Palma         | CUB  | 55,74     |
| 5     | Christina Scherwin   | DEN  | 55,70     |
| 6     | Wang Yang            | CHN  | 53,26     |
| 7     | Angeliki Tsiolakoudi | GRE  | 53,16     |
| 8     | Mirela Manjani       | ALB  | 52,22     |

### Siebenkampf
| Platz | Athletin             | Land | Punkte |
| ----- | -------------------- | ---- | ------ |
| 1     | Kathleen Gutjahr     | GER  | 5918   |
| 2     | Regla María Cárdenas | CUB  | 5834   |
| 3     | Ding Ying            | CHN  | 5785   |
| 4     | Diana Koritskaja     | RUS  | 5616   |
| 5     | Deborah den Boer     | NED  | 5604   |
| 6     | Vera Ináncsi         | HUN  | 5596   |
| 7     | Deborah Feltrin      | ITA  | 5575   |
| 8     | Annelies De Meester  | BEL  | 5521   |

## Medaillenspiegel
| Medaillenspiegel (Endstand nach 42 Entscheidungen) | Medaillenspiegel (Endstand nach 42 Entscheidungen) | Medaillenspiegel (Endstand nach 42 Entscheidungen) | Medaillenspiegel (Endstand nach 42 Entscheidungen) | Medaillenspiegel (Endstand nach 42 Entscheidungen) | Medaillenspiegel (Endstand nach 42 Entscheidungen) |
| Platz                                              | Land                                               | Gold                                               | Silber                                             | Bronze                                             | Gesamt                                             |
| -------------------------------------------------- | -------------------------------------------------- | -------------------------------------------------- | -------------------------------------------------- | -------------------------------------------------- | -------------------------------------------------- |
| 01                                                 | Vereinigte Staaten                                 | 5                                                  | 8                                                  | 4                                                  | 17                                                 |
| 02                                                 | Russland                                           | 5                                                  | 1                                                  | 3                                                  | 9                                                  |
| 03                                                 | Kenia                                              | 3                                                  | 4                                                  | 3                                                  | 10                                                 |
| 04                                                 | Deutschland                                        | 3                                                  | 3                                                  | 2                                                  | 8                                                  |
| 05                                                 | Rumänien                                           | 3                                                  | 2                                                  | 0                                                  | 5                                                  |
| 06                                                 | Südafrika                                          | 3                                                  | 0                                                  | 0                                                  | 3                                                  |
| 07                                                 | Vereinigtes Königreich                             | 2                                                  | 1                                                  | 5                                                  | 8                                                  |
| 08                                                 | Australien                                         | 2                                                  | 1                                                  | 0                                                  | 3                                                  |
| 08                                                 | Jamaika                                            | 2                                                  | 1                                                  | 0                                                  | 3                                                  |
| 08                                                 | Nigeria                                            | 2                                                  | 1                                                  | 0                                                  | 3                                                  |
| 11                                                 | Finnland                                           | 1                                                  | 2                                                  | 4                                                  | 8                                                  |
| 12                                                 | Japan                                              | 1                                                  | 1                                                  | 3                                                  | 5                                                  |
| 13                                                 | Volksrepublik China                                | 1                                                  | 1                                                  | 1                                                  | 3                                                  |
| 13                                                 | Ukraine                                            | 1                                                  | 1                                                  | 1                                                  | 3                                                  |
| 15                                                 | Schweiz                                            | 1                                                  | 1                                                  | 0                                                  | 2                                                  |
| 16                                                 | Norwegen                                           | 1                                                  | 0                                                  | 1                                                  | 2                                                  |
| 17                                                 | Brasilien                                          | 1                                                  | 0                                                  | 0                                                  | 1                                                  |
| 17                                                 | Niederlande                                        | 1                                                  | 0                                                  | 0                                                  | 1                                                  |
| 17                                                 | Mexiko                                             | 1                                                  | 0                                                  | 0                                                  | 1                                                  |
| 17                                                 | Polen                                              | 1                                                  | 0                                                  | 0                                                  | 1                                                  |
| 17                                                 | Slowenien                                          | 1                                                  | 0                                                  | 0                                                  | 1                                                  |
| 17                                                 | Uganda                                             | 1                                                  | 0                                                  | 0                                                  | 1                                                  |
| 23                                                 | Kuba                                               | 0                                                  | 3                                                  | 2                                                  | 5                                                  |
| 24                                                 | Schweden                                           | 0                                                  | 2                                                  | 1                                                  | 3                                                  |
| 25                                                 | Spanien                                            | 0                                                  | 2                                                  | 0                                                  | 2                                                  |
| 26                                                 | Italien                                            | 0                                                  | 1                                                  | 2                                                  | 3                                                  |
| 27                                                 | Äthiopien                                          | 0                                                  | 1                                                  | 1                                                  | 2                                                  |
| 27                                                 | Ungarn                                             | 0                                                  | 1                                                  | 1                                                  | 2                                                  |
| 27                                                 | Belarus                                            | 0                                                  | 1                                                  | 1                                                  | 2                                                  |
| 30                                                 | Argentinien                                        | 0                                                  | 1                                                  | 0                                                  | 1                                                  |
| 30                                                 | Irland                                             | 0                                                  | 1                                                  | 0                                                  | 1                                                  |
| 30                                                 | Portugal                                           | 0                                                  | 1                                                  | 0                                                  | 1                                                  |
| 32                                                 | Frankreich                                         | 0                                                  | 0                                                  | 2                                                  | 2                                                  |
| 34                                                 | Ghana                                              | 0                                                  | 0                                                  | 1                                                  | 1                                                  |
| 34                                                 | Kanada                                             | 0                                                  | 0                                                  | 1                                                  | 1                                                  |
| 34                                                 | Marokko                                            | 0                                                  | 0                                                  | 1                                                  | 1                                                  |
| 34                                                 | Neuseeland                                         | 0                                                  | 0                                                  | 1                                                  | 1                                                  |
| 34                                                 | Slowakei                                           | 0                                                  | 0                                                  | 1                                                  | 1                                                  |
| 34                                                 | Tschechien                                         | 0                                                  | 0                                                  | 1                                                  | 1                                                  |
| Gesamt                                             | Gesamt                                             | 42                                                 | 42                                                 | 43                                                 | 127                                                |